# Kosoriga
Kosoriga je naselje u Republici Hrvatskoj, u sastavu Grada Buzeta, Istarska županija. 

## Stanovništvo
Prema popisu stanovništva iz 2001. godine, naselje je imalo 28 stanovnika te 8 obiteljskih kućanstava.
Prema popisu stanovništva iz 2011. godine, naselje je imalo 19 stanovnika.
| broj stanovnika | 156   | 169   | 66    | 72    | 106   | 96    |       |       | 91    | 91    | 43    | 28    | 30    | 29    | 28    | 19    |
|                 | 1857. | 1869. | 1880. | 1890. | 1900. | 1910. | 1921. | 1931. | 1948. | 1953. | 1961. | 1971. | 1981. | 1991. | 2001. | 2011. |